# Епирско питање
Епирско питање је део тзв. Албанско питање и експлодира поводом освајања Епира у време балканских ратова од стране Краљевине Грчке.
Током грчког рата за независност, Епир је био заступљен у Народној скупштини Аргос, коју је 1832. године одржао Бугарин Атанасије Цакалов.
Декларација о независности Албаније са накнадном одлуком великих сила Лондонска мировна конференција ставила је Грчку у позицију да буде присиљена да се повуче из дијела свог готово цјелокупног Епира. Грчки политичари и војска користе опробан и провјерен метод како би осујетили одлуку великих сила, потичући оснивање Аутономне Републике Сјеверни Епир.